# Němčice (Pardubicei járás)
Němčice település Csehországban, a Pardubicei járásban. Němčice Kunětice, Sezemice, Ráby, Staré Hradiště, Srch, Dříteč és Hrobice településekkel határos. Lakosainak száma 839 fő (2024. január 1.).

## Népesség
A település lakosságának változását az alábbi diagram mutatja:
| Lakosok száma | 212  | 236  | 173  | 148  | 121  | 121  | 606  | 648  | 778  | 839  |
|               | 1869 | 1890 | 1921 | 1950 | 1980 | 2001 | 2017 | 2019 | 2022 | 2024 |